# 桃谷エリカ
桃谷 エリカ（ももたに エリカ、1994年6月15日 - ）は、日本の元AV女優。ロータスグループに所属していた。

## 略歴
プレステージ専属として、2014年2月1日発売の「しろうと脱がせ屋専科 1人目 桃谷エリカ」でデビュー。引退宣言はないが、8月12日発売の「プレステージ夏祭 2014 桃谷エリカ」がAV最後の作品となっている（後にイメージビデオ「エロキュート/桃谷エリカ」が11月28日に発売された）。
DMMアダルトの「2014年下半期AV女優ランキング ベスト100」では、作品数11（内1本は総集編）にもかかわらず、20位にランクイン。また、「桃谷エリカがご奉仕しちゃう 超最新やみつきエステ」は、DMMアダルトアワード2015において配信部門の作品賞を受賞。
表舞台から事実上引退済みであるものの、2021年8月発表「読者300人が選んだFLASH 2021セクシー女優ランキング」読者投票で69位となった。

## 人物
デビュー以前にアダルトウェブサイトMGS動画の『なな20歳　豆腐屋』に出演しており、このことからデビュー当初は「豆腐屋」、「豆腐屋ななちゃん」と呼ばれることが多かった。後述の漫画誌グラビアでもキャッチフレーズとして使用されている。
趣味・特技はヨガ。

## 作品
以下の作品がある。

### アダルトビデオ
- 身長165cm体重38kg 超スレンダーボディでフェラ動画を愛し日頃からオナニーをしているパイパン美少女 AVデビュー りりか（18歳）（2013年12月15日、ピーターズMAX）りりか名義

以下、すべてプレステージ作品。おっぱい最高！
- しろうと脱がせ屋専科 1人目 桃谷エリカ（2014年2月1日）
- NEW TOKYO流儀 04 桃谷エリカ（2014年2月21日）
- 一泊二日、美少女完全予約制。 第二章 桃谷エリカ（2014年3月21日）
- 新・絶対的美少女、お貸しします。ACT．20 桃谷エリカ（2014年4月11日）
- 桃谷エリカがご奉仕しちゃう超最新やみつきエステ（2014年5月1日）
- 濃密な接吻と欲情ベロキス性交04 桃谷エリカ（2014年5月23日）
- 天然成分由来 桃谷エリカ汁120% 桃谷エリカ（2014年6月20日）
- 彼女のお姉さんは、誘惑ヤリたがり娘。 桃谷エリカ(共演:加賀美シュナ)（2014年7月19日）
- プレステージ夏祭 2014 桃谷エリカ（2014年8月12日）
- 桃谷エリカ 8時間 BEST PRESTIGE PREMIUM TREASURE VOL.01（2014年11月21日） - 総集編
- 桃谷エリカ 8時間 BEST PRESTIGE PREMIUM TREASURE VOL.02（2015年2月20日）

### イメージビデオ
- エロキュート/桃谷エリカ（2014年11月28日、オルスタックソフト販売）

### つくばテレビ（エンタ!959）
つくばテレビ制作、スカパー!プレミアムサービスエンタ!959で放送された作品。
- かすみレディオ#24-25（2014年5月~6月放送）
  - パセラグランデ渋谷で5月3日に公開収録。
  - 「かすみレディオ19」として、2014年8月1日、つくばテレビからDVDが発売されている。
- 月刊　桃谷エリカ（2014年9月）

### グラビア掲載
- 集英社「週刊プレイボーイ」2014年 3/31号 - 「浅春の候」
- 双葉社「週刊大衆」2014年 6/9号
- 秋田書店「月刊ヤングチャンピオン烈」No.6　2014年6/25号 - 袋とじ
- 白泉社「ヤングアニマル嵐」 ヤングアニマル 2014年 7月1日号増刊号 - 16P写真集「豆腐屋ななちゃん」

## 出演

### 映画
- 女幽霊（2014年、オールインエンタテインメント、江尻大監督）[8] - 清水雪子役（主演）